# Tom Clancy's H.A.W.X.
(Frase del video introduttivo di Tom Clancy's H.A.W.X.)
Tom Clancy's H.A.W.X. ("High Altitude Warfare eXperimental") è un videogioco di volo in stile arcade sviluppato dall'Ubisoft Romania disponibile per Xbox 360 e PlayStation 3 dal 5 marzo 2009. La versione per PC è stata pubblicata il 19 marzo. Il gioco è stato ufficialmente annunciato il 2 aprile 2008.
Prima dell'annuncio ufficiale Ubisoft identifica il gioco con il titolo Tom Clancy's Air Combat.

## Modalità di gioco
H.A.W.X. include più di 50 velivoli per la guerra aerea. È ambientato nel 2021 in un mondo che dipende sempre più dalla compagnie militari private. Queste organizzazioni non governative organizzano un conflitto globale che inizia con uno dei più massicci attacchi che gli Stati Uniti d'America abbiano mai ricevuto. Questo gioco è ambientato nell'universo di Tom Clancy's Ghost Recon Advanced Warfighter 2, e Scott Mitchell nel trailer del gioco chiede il supporto aereo di un pilota H.A.W.X.
Il gioco si avvale di Enhanced Reality System (ERS), che includono radar, rilevatori di missili, sistemi anti schianto, sistemi di controllo dei danni, mappe tattiche, sistemi informativi, sistemi di controllo della traiettoria degli armamenti. Il gioco permette di comandare una squadra gestita da un sistema di intelligenza artificiale.
Il gioco supporta il gioco cooperativo con quattro giocatori durante le campagne. I giocatori si possono unire con altri giocatori durante il gioco per abbattere obiettivi comuni o possono giocare in diversi schieramenti.

## Volo
Il gioco controlla automaticamente la velocità dell'aereo, impedendo al giocatore di far stallare accidentalmente l'aereo. Tuttavia è possibile in qualunque momento di gioco disinserire i sistemi di sicurezza (tasto Modalità OFF) ed avere così il controllo completo dell'aereo. Questa modalità permette di compiere manovre evasive più efficaci, ma include il rischio di mandare in stallo il velivolo. Nella modalità di volo OFF si può decidere se far controllare al computer le virate (modalità normale) o se deciderle in prima persona (modalità esperto).

## Storia
Il protagonista è l'ex pilota dall'aviazione statunitense David Crenshaw il quale, a seguito dello scioglimento della squadra H.A.W.X. da parte dell'aviazione, entra a far parte della Artemis Global Security, una azienda militare privata. Nel 2016 un'escalation militare tra il Brasile (alleato degli Stati Uniti) e las Trinidad, un gruppo di nazioni ostili, vede la Artemis Global Security inizialmente a fianco degli Stati Uniti e del Brasile contro las Trinidad. Improvvisamente la Artemis firma un contratto con las Trinidad e diventa ostile agli Stati Uniti. Il conflitto sfocia quando la squadriglia, incaricata di supportare la Lawrence (una portaerei americana) durante un assalto, attacca l'ammiraglia della Artemis distruggendola. Da quel momento il protagonista viene reintegrato nell'Aeronautica Statunitense combattendo contro la PMC. La Artemis decide di attaccare gli Stati Uniti, lanciando un assalto a sorpresa contro la maggior parte delle basi militari e delle installazioni missilistiche, oltre a disattivare tutti i satelliti di difesa nello spazio. Il gioco si conclude quando, sventata una esplosione nucleare a Los Angeles, Crenshaw viene incaricato di attaccare il rifugio di Adrian DeWinter e dei suoi collaboratori, responsabili dell'offensiva verso gli USA.

## Velivoli
Tom Clancy's HAWX include 54 velivoli in totale. Altri 15 sono inseribili tramite DLC. Di seguito l'elenco:
- AV-8B Harrier II
- A-7 Corsair II
- A-12 Avenger II (DLC)
- Dassault Mirage III
- Dassault Mirage 2000
- Dassault Mirage 4000 (DLC)
- Dassault Mirage 5
- Dassault Mirage F1
- Dassault Rafale
- EA-6B Prowler
- EF-111 Raven
- Eurofighter Typhoon
- F/A-18 Hornet
- Fairchild-Republic A-10 Thunderbolt II
- General Dynamics F-111 Aardvark
- General Dynamics F-16 Fighting Falcon
- Grumman A-6 Intruder
- Grumman F-14 Tomcat
- High Alpha Research Vehicle (DLC)
- Lockheed F-117 Nighthawk
- Lockheed Martin F-35 Lightning II
- Lockheed Martin F-22 Raptor
- Lockheed Martin FB-22 (DLC)
- Lockheed YF-12
- McDonnell Douglas F-4 Phantom II
- McDonnell Douglas F-15 STOL/MTD
- McDonnell Douglas F-15E Strike Eagle
- McDonnell Douglas F/A-18 Hornet
- Mikoyan MiG 1.44 (DLC)
- Mikoyan MiG-31 (DLC)
- Mikoyan-Gurevich MiG-21
- Mikoyan-Gurevich MiG-25
- Mitsubishi F-2
- Northrop F-5 Freedom Fighter
- Northrop F-5E Tiger II
- Northrop F-20 Tigershark
- Northrop YF-17 Cobra
- Saab 37 Viggen (DLC)
- SEPECAT Jaguar
- Sukhoi Su-25
- Sukhoi Su-27
- Sukhoi Su-32 FN
- Sukhoi Su-35
- XA-20 Razorback (DLC)

## Modalità versus
La modalità versus permette di creare o partecipare a partite di deathmatch a squadre con 2-8 giocatori.
Durante la modalità versus, i giocatori che raggiungono un determinato punteggio, possono richiedere rinforzi.
I rinforzi possono potenziare la propria squadra o sfavorire quella avversari:
- Attacco EMP: L'attacco EMP manda in stallo tutti i velivoli della squadra avversaria. Uscire da questo tipo di stallo è più difficile del normale. L'attacco EMP viene annunciato agli avversari qualche secondo prima di diventare efficace.
- Supporto AWACS: Finché l'AWACS  è attivo, i missili della propria squadra inseguono con maggiore efficacia e infliggono più danni.

## Recensioni
| Pubblicazione | Punteggio |
| ------------- | --------- |
| Ign.com       | 6,7/10    |
| Gamespot.com  | 7,5/10    |

## Andamento commerciale
Nel maggio del 2009 l'editore ha annunciato che il videogioco ha superato il milione di copie vendute.

## Riferimenti ad altre opere
- Tramite DLC è possibile aggiungere ai velivoli del gioco il caccia XA-20 Razorback che compare anche nel videogioco Tom Clancy's EndWar.